# Fontainebleau Resort Las Vegas
Le Fontainebleau Las Vegas (anciennement The Drew Las Vegas) est un gratte-ciel à Las Vegas, il mesure 224 m pour 63 étages. Il ouvre fin 2023.